# Långsjön (Sundborns socken, Dalarna)
Långsjön och i öster, Hällsjön, är en sjö i Falu kommun och Sandvikens kommun i Gästrikland och ingår i Gavleåns huvudavrinningsområde. Sjön har en area på 1,29 kvadratkilometer och ligger 191,1 meter över havet. Sjön avvattnas av vattendraget Vallbyån. Vid provfiske har bland annat abborre, gärs, gädda och lake fångats i sjön.

## Fisk
Vid provfiske har följande fisk fångats i sjön:
- Abborre
- Gärs
- Gädda
- Lake
- Mört
- Nors
- Siklöja

## Delavrinningsområde
Långsjön ingår i det delavrinningsområde (672608-152294) som SMHI kallar för Utloppet av Hällsjön. Medelhöjden är 208 meter över havet och ytan är 7,52 kvadratkilometer. Räknas de 2 avrinningsområdena uppströms in blir den ackumulerade arean 22,94 kvadratkilometer. Vallbyån som avvattnar avrinningsområdet har biflödesordning 2, vilket innebär att vattnet flödar genom totalt 2 vattendrag innan det når havet efter 71 kilometer. Avrinningsområdet består mestadels av skog (76 procent). Avrinningsområdet har 1,28 kvadratkilometer vattenytor vilket ger det en sjöprocent på 17 procent.